# Vela (gmina)
Vela – gmina w Rumunii, w okręgu Dolj. Obejmuje miejscowości Bucovicior, Cetățuia, Desnățui, Gubaucea, Segleț, Suharu, Știubei i Vela. W 2011 roku liczyła 1943 mieszkańców.